# Östra Grundvattnet
Östra Grundvattnet är en sjö i Krokoms kommun i Jämtland och ingår i Indalsälvens huvudavrinningsområde. Sjön har en area på 0,162 kvadratkilometer och ligger 554,2 meter över havet. Östra Grundvattnet ligger i Gråberget-Hotagsfjällen Natura 2000-område.

## Delavrinningsområde
Östra Grundvattnet ingår i det delavrinningsområde (710490-145601) som SMHI kallar för Utloppet av Östra Grundvattnet. Medelhöjden är 594 meter över havet och ytan är 2,46 kvadratkilometer. Räknas de 2 avrinningsområdena uppströms in blir den ackumulerade arean 8,16 kvadratkilometer. Vattendraget som avvattnar avrinningsområdet har biflödesordning 4, vilket innebär att vattnet flödar genom totalt 4 vattendrag innan det når havet efter 279 kilometer. Avrinningsområdet består mestadels av skog (85 procent). Avrinningsområdet har 0,16 kvadratkilometer vattenytor vilket ger det en sjöprocent på 6,6 procent.